# هاياتو هاسيغاوا
هاياتو هاسيغاوا (باليابانية: 長谷川 隼) (مواليد 14 سبتمبر 1997) هو لاعب كرة قدم ياباني.

## وصلات خارجية
- هاياتو هاسيغاوا على موقع رابطة كرة القدم اليابانية للمحترفين (اليابانية)
- هاياتو هاسيغاوا على موقع قاعدة بيانات كرة القدم.إي يو (الإنجليزية)
- هاياتو هاسيغاوا على موقع Soccerway.com (الإنجليزية)